# Derby di San Pietroburgo
Il Derby di San Pietroburgo (precedentemente detto derby di Leningrado) è la stracittadina calcistica che vede coinvolte la Dinamo San-Pietroburgo e lo Zenit San Pietroburgo, le due più importanti società calcistiche della metropoli russa. 

## Storia
La prima partita fu giocata nell'ottobre del 1938 e vide gli Stalinets ("Stalinisti"), ovvero i predecessori dello Zenit, imporsi 4-3 in casa della Dinamo all'allora Stadio Lenin. Attualmente l'ultima partita disputata tra le due squadre risale al 21 settembre del 2017 e vede la Dinamo uscire vincitrice dalla Gazprom Arena con il risultato di 2-3 durante i sedicesimi di Coppa di Russia. Ad oggi lo Zenit si impone con 16 vittorie contro le 11 della Dinamo e 6 pareggi.

## Risultati
| Nº | Data       | Stadio                  | Competizione                              | In casa             | Risultato   | In trasferta         | Spettatori |
| -- | ---------- | ----------------------- | ----------------------------------------- | ------------------- | ----------- | -------------------- | ---------- |
| 1  | 03/10/1938 | Stadio Lenin            | Vysšaja Liga 1938                         | Dinamo Leningrado   | 3 - 4       | Stalinec Leningrado  | 7.000      |
| 2  | 23/07/1939 | Stadio Lenin            | Vysšaja Liga 1939                         | Stalinec Leningrado | 2 - 0       | Dinamo Leningrado    | 15.000     |
| 3  | 27/10/1939 | Stadio Lenin            | Vysšaja Liga 1939                         | Dinamo Leningrado   | 1 - 2       | Stalinec Leningrado  | 10.000     |
| 4  | 26/06/1940 | Stadio Lenin            | Vysšaja Liga 1940                         | Dinamo Leningrado   | 2 - 1       | Zenit Leningrado     | 25.000     |
| 5  | 06/10/1940 | Stadio Lenin            | Vysšaja Liga 1940                         | Zenit Leningrado    | 2 - 1       | Dinamo Leningrado    | 10.000     |
| 6  | 12/06/1941 | Stadio Lenin            | Vysšaja Liga 1941                         | Zenit Leningrado    | 0 - 2       | Dinamo Leningrado    | 20.000     |
| 7  | 27/06/1945 | Stadio Dinamo           | Vysšaja Liga 1945                         | Dinamo Leningrado   | 3 - 2       | Zenit Leningrado     | 12.000     |
| 8  | 02/09/1945 | Stadio Dinamo           | Vysšaja Liga 1945                         | Zenit Leningrado    | 2 - 0       | Dinamo Leningrado    | 20.000     |
| 9  | 02/06/1946 | Stadio Dinamo           | Vysšaja Liga 1946                         | Zenit Leningrado    | 1 - 3       | Dinamo Leningrado    | 18.000     |
| 10 | 13/08/1946 | Stadio Dinamo           | Vysšaja Liga 1946                         | Dinamo Leningrado   | 2 - 3       | Zenit Leningrado     | 20.000     |
| 11 | 02/07/1947 | Stadio Dinamo           | Vysšaja Liga 1947                         | Zenit Leningrado    | 2 - 1       | Dinamo Leningrado    | 20.000     |
| 12 | 11/07/1947 | Stadio Dinamo           | Kubok SSSR 1947                           | Dinamo Leningrado   | 1 - 0       | Zenit Leningrado     | 20.000     |
| 13 | 27/07/1947 | Stadio Dinamo           | Vysšaja Liga 1947                         | Dinamo Leningrado   | 0 - 1       | Zenit Leningrado     | 25.000     |
| 14 | 12/06/1948 | Stadio Dinamo           | Vysšaja Liga 1948                         | Dinamo Leningrado   | 4 - 2       | Zenit Leningrado     | 20.000     |
| 15 | 29/07/1948 | Stadio Dinamo           | Vysšaja Liga 1948                         | Zenit Leningrado    | 0 - 1       | Dinamo Leningrado    | 20.000     |
| 16 | 08/05/1949 | Stadio Dinamo           | Vysšaja Liga 1949                         | Dinamo Leningrado   | 0 - 0       | Zenit Leningrado     | ??????     |
| 17 | 02/08/1949 | Stadio Dinamo           | Vysšaja Liga 1949                         | Zenit Leningrado    | 3 - 2       | Dinamo Leningrado    | ??????     |
| 18 | 07/05/1950 | Stadio Dinamo           | Vysšaja Liga 1950                         | Dinamo Leningrado   | 4 - 0       | Zenit Leningrado     | 25.000     |
| 19 | 30/07/1950 | Stadio Kirov            | Vysšaja Liga 1950                         | Zenit Leningrado    | 1 - 1       | Dinamo Leningrado    | 100.000    |
| 20 | 02/05/1951 | Stadio Kirov            | Vysšaja Liga 1951                         | Dinamo Leningrado   | 2 - 4       | Zenit Leningrado     | 100.000    |
| 21 | 08/07/1951 | Stadio Kirov            | Vysšaja Liga 1951                         | Zenit Leningrado    | 1 - 1       | Dinamo Leningrado    | 30.000     |
| 22 | ??/05/1952 | Stadio Kirov            | Torneo del Comitato Dello Sport dell'URSS | Zenit Leningrado    | 3 - 3       | Dinamo Leningrado    | ??????     |
| 23 | 14/08/1952 | Stadio Kirov            | Vysšaja Liga 1952                         | Dinamo Leningrado   | 1 - 2       | Zenit Leningrado     | ??????     |
| 24 | 01/05/1953 | Stadio Kirov            | Vysšaja Liga 1953                         | Dinamo Leningrado   | 0 - 1       | Zenit Leningrado     | 100.000    |
| 25 | 05/07/1953 | Stadio Kirov            | Vysšaja Liga 1953                         | Zenit Leningrado    | 1 - 2       | Dinamo Leningrado    | 60.000     |
| 26 | 20/06/1963 | Stadio Kirov            | Vysšaja Liga 1963                         | Dinamo Leningrado   | 1 - 1       | Zenit Leningrado     | 40.000     |
| 27 | 17/08/1963 | Stadio Kirov            | Vysšaja Liga 1963                         | Zenit Leningrado    | 1 - 1       | Dinamo Leningrado    | 18.000     |
| 28 | 25/05/1965 | Stadio Kirov            | Kubok SSSR 1965                           | Dinamo Leningrado   | 2 - 1       | Zenit Leningrado     | 100.000    |
| 29 | 11/03/1972 | Stadio Centrale         | Kubok SSSR 1972                           | Zenit Leningrado    | 2 - 0       | Dinamo Leningrado    | 2.000      |
| 30 | 15/03/1972 | Stadio Daur Akhvlediani | Kubok SSSR 1972                           | Dinamo Leningrado   | 0 - 2       | Zenit Leningrado     | 1.500      |
| 31 | 08/05/1993 | Stadio Kirov            | Kubok Rossii 1993-1994                    | Zenit Leningrado    | 7 - 1       | Prometej-Dinamo S.P. | 600        |
| 32 | 13/07/2010 | Stadio Petrovskij       | Kubok Rossii 2010-2011                    | Dinamo Leningrado   | 1 - 3       | Zenit Leningrado     | 10.500     |
| 33 | 21/09/2017 | Gazprom Arena           | Kubok Rossii 2017-2018                    | Dinamo Leningrado   | 3 - 2 (dts) | Zenit Leningrado     | 37.230     |